# 道の駅しらとりの郷・羽曳野
道の駅しらとりの郷・羽曳野（みちのえき しらとりのさと・はびきの）は、大阪府羽曳野市埴生野にある大阪府道32号美原太子線の道の駅である。

## 施設
- 駐車場
  - 普通車：266台
  - 大型車：4台[3]
  - 身障者用：6台[3]
- トイレ （いずれも24時間利用可能）
  - 男性：大 3器、小 10器
  - 女性：10器
  - 身障者用：1器
- 道の駅総合棟（休憩施設、9:30 - 18:00）
- 農産物直売所「あすかてくるで 羽曳野店」（JA大阪南、9:30 - 17:00）[3]
- 商工物産館「タケル館」（羽曳野市商工会、9:30 - 18:00）[3] - コロナ禍に伴い営業時間を9:30 - 17:00に短縮している。
  - 喫茶・軽食（9:30 - 17:00）
- 野外活動広場[3]
- バーベキュー広場[3]
- イベント広場
- しらとりの広場

### 管理団体
- 設置者：羽曳野市
- 指定管理者：株式会社クリーン工房[4]

## 休館日
- 毎週木曜日[3]
- 年末年始[3]

## アクセス
- 大阪府道32号美原太子線 - 登録路線

自動車
- E91 南阪奈道路 美原東ICより約3分。
- E91 南阪奈道路 羽曳野ICより約3分。
- E25 西名阪自動車道 藤井寺ICより約10分。

## 周辺
- 応神陵古墳
- 野中寺